# Томашовиці (Малопольське воєводство)
Томашовиці (пол. Tomaszowice) — село в Польщі, у гміні Велька Весь Краківського повіту Малопольського воєводства.
Населення — 738 осіб (2011).
У 1975-1998 роках село належало до Краківського воєводства.

## Демографія
Демографічна структура станом на 31 березня 2011 року:
|          | Загалом | Допрацездатний вік | Працездатний вік | Постпрацездатний вік |
| -------- | ------- | ------------------ | ---------------- | -------------------- |
| Чоловіки | 357     | 85                 | 238              | 34                   |
| Жінки    | 381     | 81                 | 225              | 75                   |
| Разом    | 738     | 166                | 463              | 109                  |